# Furingstads församling
Furingstads församling var en församling i Linköpings stift inom Svenska kyrkan i Norrköpings kommun. Församlingen uppgick 2008 i Västra Vikbolandets församling.
Församlings kyrka var Furingstads kyrka.

## Administrativ historik

Furingstads församlingsvapen 1995-2007

Församlingen har medeltida ursprung. 
Församlingen utgjorde till 1 maj 1921 ett eget pastorat. Från 1 maj 1921 till 1962 bildade församlingen pastorat med Dagsbergs församling, till 29 juni 1921 som annexförsamling, därefter som moderförsamling. Från 1962 till 2008 var församlingen annexförsamling i pastoratet Kuddby, Tåby, Å, Östra Stenby, Konungsund, Furingstad och Dagsberg. Församlingen uppgick 2008 i Västra Vikbolandets församling.
Församlingskod var 058120.

## Kyrkoherdar
Lista över kyrkoherdar. Prästbostaden låg på Vallerstad vid Furingstads kyrka.
| Ämbetstid | Namn                           | Levnadstid | Övrigt                                                             |
| --------- | ------------------------------ | ---------- | ------------------------------------------------------------------ |
| 1382      | Björn                          |            |                                                                    |
| 1400      | Magnus                         |            |                                                                    |
| 1480–1493 | Bryngulf (Brynolphus)          |            |                                                                    |
| 1515      | Olavus Esberni                 |            |                                                                    |
| 1533      | Johannes                       |            |                                                                    |
| 1555      | Matthias                       |            |                                                                    |
| 1576      | Israel                         |            |                                                                    |
| 1581–1605 | Bonde Holstani                 | 1554–1605  |                                                                    |
| 1606–1626 | Johannes Banck                 | 1571–1626  |                                                                    |
| 1628–1632 | Petrus Joannis (Smolandus)     | –1632      |                                                                    |
| 1632–1649 | Sveno Teslingius               | –1649      |                                                                    |
| 1652–1674 | Nicolaus Lundius               | 1615–1674  |                                                                    |
| 1675–1695 | Matthias Iccelius              | 1636–1695  |                                                                    |
| 1696–1697 | Georgius Embring               | 1663–1697  |                                                                    |
| 1699–1704 | Johannes Skoug                 | 1666–1704  |                                                                    |
| 1706–1724 | Johan Castensson Kropp         | 1665–1724  |                                                                    |
| 1725      | Olof Arén                      | 1683-1726  | Utnämnd 1725. Komminister i Sankt Johannes församling, Norrköping. |
| 1728–1735 | Zacharias Wimermark            | 1682–1735  |                                                                    |
| 1737–1751 | Andreas Björk                  | 1691–1751  |                                                                    |
| 1752–1791 | Anders Lindorff                | 1704–1791  |                                                                    |
| 1793–1807 | Daniel Ekerman                 | 1735–1807  |                                                                    |
| 1810–1815 | Samuel Lönberg                 | 1753–1815  |                                                                    |
| 1817      | Samuel Carl Wetterholm         | 1765–1817  |                                                                    |
| 1820–1853 | Olof Boström                   | 1770–1853  | Kyrkoherde och prost.                                              |
| 1855–1880 | Nils Magnus Danson             | 1793–1880  |                                                                    |
| 1883–1888 | Johan Herman Hallendorff       | 1828–1888  |                                                                    |
| 1890–1897 | Carl Edvard Pontus Hällströmer | 1829–1897  |                                                                    |
| 1898–1916 | Axel Sundberg                  | 1840–1916  |                                                                    |